# بوكر مور
بوكر مور (بالإنجليزية: Booker Moore)‏ هو لاعب كرة قدم أمريكية أمريكي، ولد في 23 يونيو 1959 في تالاهاسي في الولايات المتحدة، وتوفي في 20 سبتمبر 2009 بسبب نوبة قلبية.

## وصلات خارجية
- بوكر مور على موقع مرجع كرة القدم المحترفة.كوم (الإنجليزية)